# 楊允璽
楊允璽（1704年—1760年），字御章，號欽齋，廣東大埔人，清朝官員。

## 生平
雍正二年（1724年）舉人。楊允璽於（1742年）接替郝霔，於台灣擔任台灣府台灣縣知縣。

## 事迹
- 協助建設今臺南三山國王廟